# روجر دوبيه
روجر دوبيه (بالفرنسية: Roger Dubé)‏ هو لاعب هوكي الجليد فرنسي، ولد في 2 أكتوبر 1965 في سات إيل في كندا.

## وصلات خارجية
- روجر دوبيه على موقع EliteProspects.com (الإنجليزية)
- روجر دوبيه على موقع Eurohockey.com (الإنجليزية)
- روجر دوبيه على موقع HockeyDB.com (الإنجليزية)
- روجر دوبيه على موقع أوليمبيديا (الإنجليزية)